# Le Cinéphile
Pour plus de détails, voir Fiche technique et Distribution.
Le Cinéphile (The Film Fan) est un court métrage d'animation de la série américaine Looney Tunes. Il est réalisé par Bob Clampett, produit par les Leon Schlesinger Productions et met en scène Porky Pig. Il est sorti en 1939.

## Synopsis
Proky profite du fait que le ticket soit gratuit pour les enfants pour aller au cinéma.

## Fiche technique
- Titre Le Cinéphile
- Titre original : The Film Fan
- Réalisation : Bob Clampett
- Scénario : Ernest Gee
- Musique : Carl W. Stalling
- Montage : Treg Brown
- Production : Leon Schlesinger
- Société de production : Leon Schlesinger Studios
- Société de distribution : Warner Bros. (États-Unis)
- Pays :  États-Unis
- Genre : animation et comédie
- Durée : 7 minutes
- Dates de sortie : 
  -  États-Unis : 16 décembre 1939

## Distribution

### Voix originales
- Mel Blanc : Porky Pig / l'ouvreur / Cold Promise / le professeur Widebottom / Sterling
- Billy Bletcher : le narrateur / le héros masqué
- Robert C. Bruce : le narrateur des bandes-annonces
- The Rhythmettes : voix chantées

### Voix françaises
- Michel Mella : Porky Pig
- Bernard Métraux : la Merveille Masquée et son cheval, narration en voix-off
- Michel Vigné : le narrateur des bandes-annonces, le présentateur du journal (Cold Promise), le professeur Marcel Lulumaine
- Stéphane Ronchewski : l’huissier
- Patricia Legrand : la bourgeoise